# Strada statale 217 Via dei Laghi
L'ex strada statale 217 Via dei Laghi (SS 217), ora strada regionale 217 Via dei Laghi (SP217), è una strada provinciale italiana che collega Roma con Velletri attraversando da nord a sud i Castelli Romani. Prende il nome dal lago di Albano e dal lago di Nemi che la strada lambisce nel suo percorso. Fu inaugurata nel 1936.

## Percorso

### Prima parte del percorso: dall'Appia Nuova al bivio di Marino
La via dei Laghi inizia da un diverticolo della strada statale 7 Via Appia, subito dopo l'uscita dal Grande Raccordo Anulare, al confine tra il comune di Roma e quello di Ciampino. Costeggia quindi il perimetro dell'aeroporto di Roma-Ciampino e, dopo il diverticolo della SP 68/B Ciampino-Morena, attraversa il passaggio a livello ferroviario della linea ferroviaria Roma–Velletri alla stazione di Casabianca. Quindi la strada procede rettifila lambendo Ciampino.
Dopo il bivio per il centro di Ciampino, la via procede parallela alla linea ferroviaria Roma–Albano Laziale, sempre in comune di Ciampino. In località Sassone la via dei Laghi è attraversata dalla SP 77/B Pedemontana dei Castelli, mentre in prossimità della stazione ferroviaria della località Pantanelle dalla via parte la SP 73/A Marino-Frattocchie, diretta a Marino, che ricalca il tragitto della antica via Castrimeniense.
La via dei Laghi procede fiancheggiata da pini passando ai piedi di Marino, e si incontra ad un tratto con via Cave di Peperino (diretta al centro storico di Marino) e via Spinabella (diretta all'Appia e alle Frattocchie).
La via quindi attraversa il fitto bosco Ferentano risalendo la corona del lago Albano fino (V miglio) al bivio di Marino (detto anche quadrivio della via dei Laghi o le Quattrostrade), dove si incontra con la ex strada statale 216 Maremmana III proveniente da Albano e Castel Gandolfo e diretta a Grottaferrata e Frascati.

### Seconda parte del percorso: dal bivio di Marino a Palazzolo e alla Corona del Lago
Dal quadrivio di Marino la via dei Laghi procede sulla corona settentrionale del lago Albano, verso cui discende la via dei Pescatori poco oltre. Sulla destra si ammira il panorama del lago Albano con Castel Gandolfo.
Oltre, tra segherie, alberghi e il complesso di "Mondo Migliore", c'è sulla destra il diverticolo per il complesso del convento di Santa Maria di Palazzolo con la villa del cardinal Girolamo Colonna (nota come villa del Cardinale).
Poco oltre Palazzolo c'è l'incrocio con la ex strada statale 218 Via Rocca di Papa (sostituito da una grande rotatoria inaugurata nell'agosto 2011 a seguito di un lungo periodo di lavori) che da una parte conduce a Rocca di Papa e dall'altra ad Ariccia, Genzano e Albano.

### Terza parte del percorso: dalla Corona del Lago a Velletri
Questo secondo itinerario permette di ammirare paesaggi meno urbani e più naturalistici.
Proseguendo si arriva presso Nemi, chiamata anche "Lo specchio di Diana", in onore della dea della caccia. Qui si può ammirare il secondo lago, il lago di Nemi, permettendo così di tenere fede al nome della strada.
Lasciando Nemi, si può vedere alla sinistra del senso di marcia la frazione dei Pratoni del Vivaro, luogo ove ha sede il centro federale CONI per gli sport equestri.
La strada termina infine nei pressi di Velletri, innestandosi nuovamente sulla strada statale 7 Via Appia.

## Pericolosità
Nel 2006 la via dei Laghi è risultata essere la strada più pericolosa del Lazio, secondo dati dell'ISTAT e dell'ACI che rivelano un rapporto di 0,227 morti per chilometro (6 morti nel 2006 su un totale di poco più di 60 incidenti).

## Gestione
In seguito al decreto legislativo n. 112 del 1998, dal 2002 la gestione è passata dall'ANAS alla Regione Lazio che ha provveduto al trasferimento dell'infrastruttura al demanio della Provincia di Roma.